# Chapelon
Chapelon ist eine französische Gemeinde mit 250 Einwohnern (Stand: 1. Januar 2022) im Département Loiret in der Region Centre-Val de Loire. Sie ist Teil des Kantons Lorris im Arrondissement Montargis. Die Einwohner werden Chapelonais genannt.

## Geographie
Chapelon liegt etwa 50 Kilometer ostnordöstlich von Orléans. Umgeben wird Chapelon von den Nachbargemeinden Corbeilles im Norden und Nordwesten, Mignerette im Nordosten, Mignères im Osten, Moulon im Süden und Südosten, Ladon im Südwesten sowie Lorcy im Westen.

## Bevölkerungsentwicklung
| 1962                       | 1968 | 1975 | 1982 | 1990 | 1999 | 2006 | 2018 |
| -------------------------- | ---- | ---- | ---- | ---- | ---- | ---- | ---- |
| 234                        | 215  | 185  | 167  | 221  | 234  | 272  | 255  |
| Quellen: Cassini und INSEE |      |      |      |      |      |      |      |

## Sehenswürdigkeiten

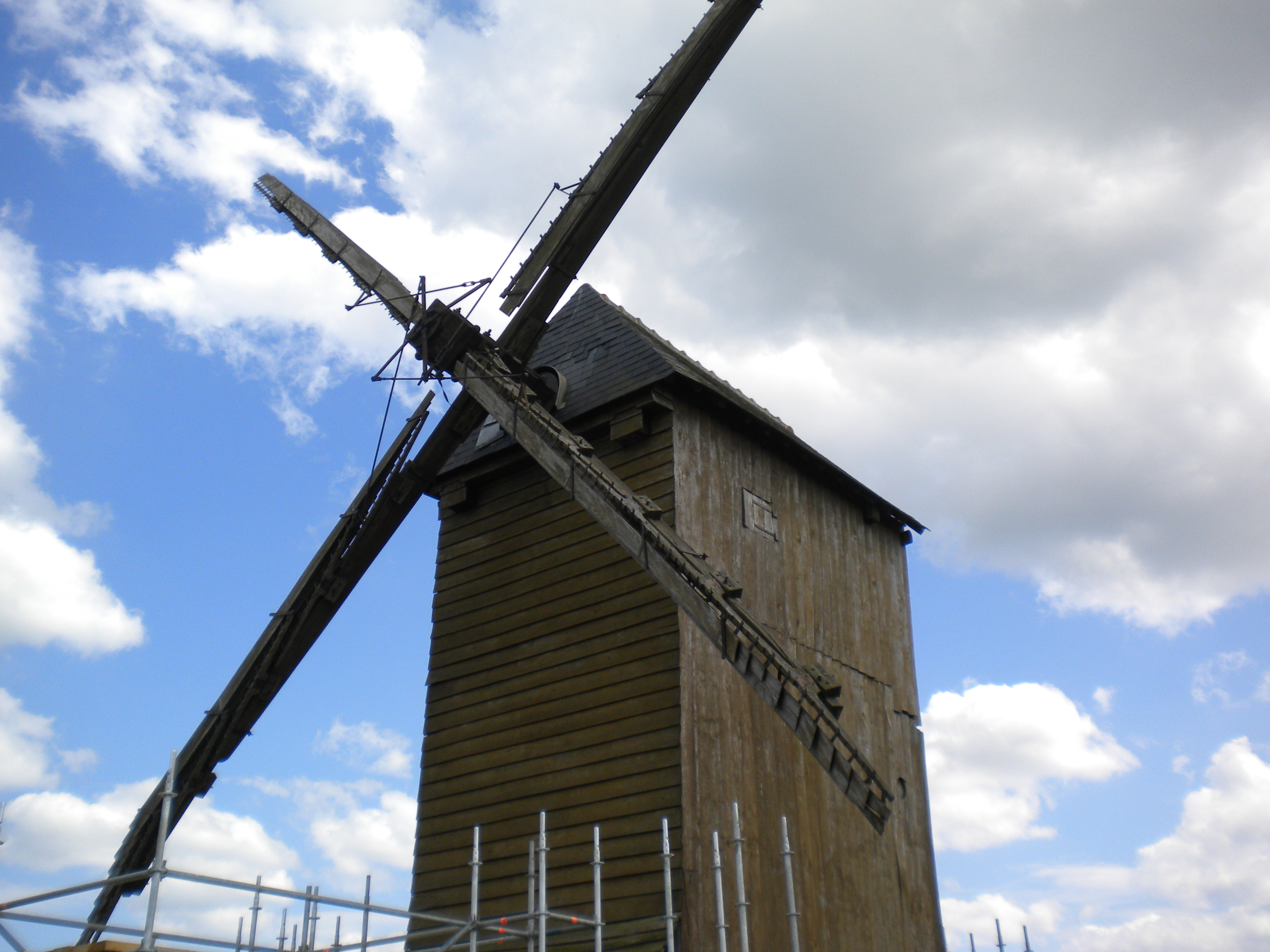
Mühle Gaillardin

- Kirche Notre-Dame
- Mühle Gaillardin